# Pazar - Bir ticaret masalı
Pazar - Bir ticaret masalı (lett. "Il mercato - Una storia d'affari") è un film del 2008 scritto e diretto da Ben Hopkins. Coproduzione tra Germania, Kazakistan, Regno Unito e Turchia, è stato il primo film di un regista straniero a vincere l'Arancio d'oro al Festival internazionale del cinema di Adalia.

## Riconoscimenti
- 2008 – Festival internazionale del cinema di Adalia[1]
  - Arancio d'oro al miglior film
  - Arancio d'oro al miglior attore a Tayanç Ayaydın
  - Arancio d'oro alla migliore sceneggiatura a Ben Hopkins
  - Arancio d'oro ai migliori costumi a Zeynep Sarıkaya
- 2008 – Festival internazionale del cinema di Locarno[2]
  - Pardo per la miglior interpretazione maschile a Tayanç Ayaydın
  - In concorso per il Pardo d'oro
- 2008 – Festival internazionale del cinema di Gent[3]
  - Grand Prix